# Territory (singel)
Territory - singel zespołu Sepultura z albumu Chaos A.D. wydany przez Roadrunner Records w 1993 roku. 
Do utworu został nakręcony teledysk; zdjęcia do niego filmowano w Izraelu w pobliżu Jerozolimy i na wybrzeżu Morza Martwego (pierwotnym planem były ujęcia w miejscu ukrzyżowania Jezusa Chrystusa, na co nie otrzymano zezwolenia).

## Twórcy
- Max Cavalera - gitara rytmiczna, śpiew
- Andreas Kisser - gitara prowadząca
- Paulo Jr. - gitara basowa
- Igor Cavalera - perkusja

## Lista utworów
| Nr | Tytuł utworu          | Długość |
| -- | --------------------- | ------- |
| 1. | „Territory”           | 4:45    |
| 2. | „Policia”             | 1:48    |
| 3. | „Biotech Is Godzilla” | 1:52    |
|    |                       | 8:25    |